# A Vida num só Dia
Miss Pettigrew Lives for a Day (A Vida num só dia, no Brasil e em Portugal) é um filme britânico-estadunidense de 2008 dirigido por Bharat Nalluri.

## Elenco
- Frances McDormand - Senhorita Pettigrew
- Amy Adams - Delysia Lafosse
- David Alexander - Chestnut Seller
- Clare Clifford - Margery
- Christina Cole - Charlotte Warren
- Stephanie Cole - Senhorita Holt
- Beatie Edney - Senhora Brummegan
- Shirley Henderson - Edythe Dubarry
- Ciarán Hinds - Joe
- Sarah Kants - Annabel Darlington
- Sally Leonard - Mulher na estação de trem
- Katy Murphy - Assistente da senhora Holt
- Lee Pace - Michael
- Tom Payne - Phil Goldman
- Tim Potter - Ciente do nightclub
- Matt Ryan -Gerry
- Mark Strong - Nick
- Mo Zinal - Lenny
- Silvia Lombardo - Namorado do cliente do nightclub